# 緣美體鰻
緣美體鰻，又稱緣錐體糯鰻（學名：Ariosoma marginatum），為輻鰭魚綱鰻鱺目糯鰻科的其中一個種，由萊昂·瓦蘭特和亨利·埃米爾·瑟維吉於1875年描述，最初屬於Congrogadus屬，分布於中太平洋東部夏威夷群島海域，深度2至490公尺，體長可達38公分，棲息在沙底質海域，掘洞而居，為底棲性魚類，夜間外出覓食，生活習性不明。